# Petz Lipót
Petz Lipót (Leopold Petz, Sopron, 1794. február 15. – 1840. április 16.) evangélikus lelkész.

## Élete
Sopronban született, ahol apja, Petz Sámuel városi polgár volt. A gimnáziumban a grammatikát és szintaxist már elvégezte volna, amikor apja őt onnan kivette, hogy mesterségre adja; de Seybold Pál, a retorikatanár, a fiú kitűnő tehetségét felismervén, az apja szándékát megváltoztatta. Így visszatért a líceumba, melynek tantárgyait, valamint a bölcselet-teológiai tudományokat kitűnő sikerrel végezte 1814-ben. Ezután Jenába ment, ahol három szemesztert töltött, itt tanárai voltak Gabler, Voigt, Schott, Eichstadt és Danz. Ezek alatt, különsen Schleier-macher teológiai iránya gyakorolt reá nagy vonzerőt. Hazatérve 1816-ban Ormósdyéknál Püspökiben nevelő lett, 1817-ben a győri gimnáziumba mint rektorprofesszort hívták meg, ahol két évig működött. Innen 1819-ben Szolnokra (Schlainung) papnak választották meg, ahol 1820. június 29-én a szárazdi lelkész Bergmann Gottlieb leányát Zsuzsannát nőül vette. Itt is csak két évig volt és 1821-ben emelt fizetés mellett Győrbe hívták vissza harmadik lelkésznek. 1829-ben Sopronba Seybold Pál helyére tanárnak választották meg, ahol az 1831. iskolai év végén az Örtel-féle alapítvány következtében Kis János szuperintendens és Gamauf Gottlieb mellé rendes harmadik papnak választották meg. Annyira szerette a tanítást, hogy mint pap is maga köré gyűjtötte a jelesebb ifjakat, akiket a klasszikus és újabb nyelvekre tanított. Miután fizetése házi szükségeit nem fedezte, magánházakba tanítani ugyan nem járt, hanem mint lelkész elfogadta a tanárságot, a soproni teológiai intézetnél. Hogy Petz mily tehetségű és szorgalmú férfiú volt, megítélhető már abból is, hogy tökéletesen beszélt és írt: magyarul, németül, tótul, latinul, görögül, franciául, olaszul, angolul, spanyolul, portugálul és héberül; azonkívül jártas volt az arab, török, perzsa, sőt a szanszkrit nyelvben is. Túlzott elfoglaltsága és megerőltetése erejét idejekorán megtörte, úgy hogy idegszélütés életének 46 éves korában véget vetett. A soproni egyház az árván maradt családja (neje gyermekekkel maradt hátra) iránt igen nemesen viselte magát, és annak számára 5000 váltó forintot gyűjtött össze, és két szobából álló özvegyi paplakkal látta el.
Cikkei a Felsőmagyarországi Minervában (1830. Platonak egy dialogja); a Tudományos Gyűjteményben (1833. III. A szanszkrit és török nyelvnek a magyarral való rokonságáról).

## Munkái
- Tetralogie tragischer Meister der alten und neueren Zeit. Zusammengestellt aus den Ursprachen und neu übersetzt und erläutert. Kaschau, 1824. (2. olcsóbb kiadása: Meisterwerke tragischer Dichter. Pest, 1834. Prometheus der Gefesselte von Aeschylos, Der standhalfe Prinz von Calderon, Oedipus als Herrscher von Sophokles, König Lear von Shakespeare).
- Andreas Fáy, Originelle Fabeln und Aphorismen. Aus dem Ungarischen übersetzt. Raab, 1825.
- Gräfin Genlis, Der Palast der Wahrheit. Aus dem Französischen übersetzt. Kaschau, 1827. (Erheiternde Abendbibliothek 21.).
- Oratio in aditu muneris habita Sopronium die 1-ma Sept. 1829. Sopronii, 1829.
- Shakespeare, König Lear. Aus der Ursprache übersetzt und erläutert. Pest, 1830.
- Antrittspredigt gehaltem am 31. Juli 1831. im Bethause der vang. Gemeinde A. C. in Oedenburg, 1831.
- Predigt bey Gelegenheit der wegen der Cholera veranstalteten Bussandacht, gehalten im ev. Bethause. A. C. in Oedenburg am 21. Aug. 1831. Uo.
- Predigt zur Geburtsfeier ... Franz der Ersten und seiner Gemahlin Carolina Augusta, geh. im. ev. Bethause A. C. in Oedenburg am. 8. Febr. 1834. Uo. 1834.
- Predigt, zur Geburtsfeier Sr. Majestät der Kaisers und Königs Ferdinand des V. geh. zu Oedenburg am 20. April 1835. Uo.
- Nachgelassene Gedichte. Herausgegeben von seinem Sohne Julius Petz. Uo. 1847.
- Shakespeare, Coriolan. Trauerspiel in 5. Akten. Deutsch von ... Leipzig, 1868. (Reclam, Universal-Bibliothek 69.).

Levelei Fáy Andráshoz Győr, 1824. decz. 6., 1825. máj. 15. és Horváth Istvánhoz, Sopron, 1833. márcz. 21. (a Magyar Nemzeti Múzeumban).